# Meilenrecht
Das Meilenrecht ist ein Privileg einer Stadt, das besagt, dass niemand ohne die Genehmigung der Stadt in einem Umkreis von einer oder mehrerer Meilen Wegs um die Stadt ein bestimmtes Gewerbe, Gastronomie oder Handwerk betreiben darf (Bannmeile). Zumeist bezog sich das Meilenrecht auf das Brauer- und Malzergewerbe. Es durfte sich dann außer in der Stadt selbst in dem festgelegten Umkreis kein Kretschmer (Schankwirt) niederlassen, geschweige denn "gemälzt oder gebraut" werden. Das Privileg war häufig ein Zankapfel zwischen der Stadt und dem Umland.
Die mittelalterliche Meile des Meilenrechts variierte meist, je nach Messmethode, zwischen sieben und elf Kilometer. Gemessen wurde die Strecke längs des Weges oder der Straße zwischen den Orten.